# Complicado (película)
Complicado es una película de género drama musical dirigida y escrita por Michael Beans. Aunque la película se haya estrenado el 2008 en DVD, en 2009 ya se transmite por el espacio de Fox, "cine fox divas".

## Argumento
Aunque Lizzie es hija de un empresario rico, no es codiciosa o avara y posee solo un amigo (que al comienzo de la película se vuelve su novio) Freddie Mknesson. Un día, cuando van al cine, son atacados por unos ladrones asesinos que matan a Freddie y secuestran a Lizzie. Tres días después de lo ocurrido, Lizzie regresa a la casa en estado de catatonia. Pasados los días, su madre (Meryl Streep) decide reintregrarla a su colegio, pese a que sigue igual. Cuando un chico llamado Adam quiere ayudarla, se da cuenta de que es el único que puede comunicarse con ella. Así hasta el día del concurso de canto, en el que Lizzie se aterra y no canta, así ganando la ganadora 8 veces seguidas Mandy Adams. Dos semanas después de lo ocurrido, Mandy saca un CD, que dice haberlo planeado tres meses antes. Así que devuelve el premio y se organiza otra competencia. En ella, Lizzie canta, y, aunque no logra vencer, la ganadora le da el premio por haberse animado. Al final, Lizzie le pregunta a Adam porque la ayudó, y él le contesta que su madre había muerto y nadie se había preocupado por él, por lo que no quería que le pasará lo mismo a ella.
Lizzie le regala el premio al final diciéndole que él es el verdadero ganador.

## Banda sonora
La banda sonora de la película fue creada por el grupo de música rock punk Simple plan con canciones como "perfect world" y "save you", de Linkin Park, Avril Lavigne y la canción principal cantada por la protagonista Sasha Michealsea (también cantada por Hilary Duff). La banda sonora está compuesta por 12 canciones:
1. Still there for me (Vanessa Hudgens y Corbin Bleu)
2. Perfect world (Simple Plan)
3. Complicated (Avril Lavigne)
4. Save you (Simple plan)
5. No love (Simple plan)
6. Come out (Linkin park)
7. My happy ending (Avril Lavigne)
8. Someone watching over me (Hilary Duff)
9. No one more cryed (Hilary Duff)
10. Take away (Avril Lavigne)
11. Take my hand (Simple plan)
12. Born to this (Linkin park)

## Taquilla
La película se estrenó el 14 de noviembre de 2008 por DVD y blu-ray.
Aunque la película no tuvo grandes éxitos en Sudamérica en EUA fue una de las películas más taquilleras de 2008, dando a conocer a Sasha Michelsea, que luego gana globos de oro como mejor actriz de comedia o drama. Llegó a los 3.000.000 ventas la primera semana en todo Estados Unidos
- Datos: Q5780058